# Ocyptamus coreopsis
Ocyptamus coreopsis är en tvåvingeart som först beskrevs av Hull 1944.  Ocyptamus coreopsis ingår i släktet Ocyptamus och familjen blomflugor.
Artens utbredningsområde är Peru. Inga underarter finns listade i Catalogue of Life.